# Oclucje Indian Reserve 7
Oclucje Indian Reserve 7 är ett reservat i Kanada.   Det ligger i Strathcona Regional District och provinsen British Columbia, i den sydvästra delen av landet, 3 800 km väster om huvudstaden Ottawa.
I omgivningarna runt Oclucje Indian Reserve 7 växer i huvudsak barrskog. Trakten runt Oclucje Indian Reserve 7 är nära nog obefolkad, med mindre än två invånare per kvadratkilometer.